# Onley Hill
Der Onley Hill ist ein 840 m (nach australischen Angaben 785 m) hoher und felsiger Hügel im ostantarktischen Mac-Robertson-Land. Im nordöstlichen Teil der Framnes Mountains ragt er 1,5 km südlich des Mount Henderson auf.
Norwegische Kartografen, die ihn als Sørkollen (norwegisch für Südhügel) benannten, kartierten ihn anhand von Luftaufnahmen, die bei der Lars-Christensen-Expedition 1936/37 entstanden. Das Antarctic Names Committee of Australia (ANCA) nahm am 11. Oktober 1960 eine Umbenennung vor. Neuer Namensgeber ist Leslie W. Onley, Wetterbeobachter auf der Mawson-Station im Jahr 1959.